# Carlos José Castilho
Carlos José Castilho (født 27. november 1927, død 2. februar 1987) var en brasiliansk fodboldspiller (målmand) og dobbelt verdensmester med Brasiliens landshold.
Han spillede 25 landskampe for brasilianerne, men var primært tilknyttet landsholdet som reservemålmand. Han blev verdensmester med holdet ved både VM i 1958 i Sverige og VM i 1962 i Chile. Derudover deltog han også ved VM i 1950 og VM i 1954.
Castilho spillede stort set hele sin klubkarriere hos Rio de Janeiro-klubben Fluminense.